# Magasa
Magasa est une commune italienne de la province de Brescia en Lombardie.

## Géographie
Elle fait partie de la Communauté de montagne Parc Haut Garde. Son territoire exceptionnel où vivent une faune et une flore diversifiées et riches de multiples espèces est un Site d'Importance Communautaire (SIC) avec des Zones de Protection Spéciale (ZPS).

## Administration
| Période                                  | Période  | Identité              | Étiquette     | Qualité                 |
| ---------------------------------------- | -------- | --------------------- | ------------- | ----------------------- |
| 1948                                     | 1960     | Giuseppe Zeni         | Liste civique | Maire                   |
| 1960                                     | 1964     | Angelo Gamba          | Liste civique | Maire                   |
| 1965                                     | 1965     | Andrea De Rossi       | -             | Commissaire Préfectoral |
| 1965                                     | 1972     | Fioravante Gottardi   | Liste civique | Maire                   |
| 1972                                     | 1975     | Dino Venturini        | Liste civique | Maire                   |
| 1975                                     | 1980     | Antonio Zeni          | Liste civique | Maire                   |
| 1980                                     | 1991     | Evaristo Venturini    | Liste civique | Maire                   |
| 1991                                     | 1999     | Giorgio Venturini     | Liste civique | Maire                   |
| 1999                                     | 2000     | Zaira Romano          | -             | Commissaire Préfectoral |
| 2000                                     | 2005     | Ermenegildo Venturini | Liste civique | Maire                   |
| 5 avril 2005                             | 2010     | Ermenegildo Venturini | Liste civique | Maire                   |
| 30 mars 2010                             | En cours | Federico Venturini    | Liste civique | Maire                   |
| Les données manquantes sont à compléter. |          |                       |               |                         |

### Hameaux
Cadria
Bourg Communal de Cima Rest

### Communes limitrophes
Bondone, Ledro (TN), Tignale, Tremosine, Valvestino

### Évolution démographique
Habitants recensés